# サラ・ハーベル
サラ・ハーベル（Sarah Habel, 1982年7月30日 - ）は、アメリカ合衆国出身の女優である。

## 出演作品

### テレビ
- Underdmployed 〜夢とサイフの相関図〜
- Hawaii Five-0
- コールドケース7 ザ・ファイナル
- CSI:ニューヨーク
- BEAST

### 映画
- バタフライ・エフェクト3/最後の選択（リズ・ブラウン）

### オリジナルビデオ
- ホステル3（ケンドラ）